# 산희
산희(2000년 9월 29일 ~ )는 대한민국의 가수다.

## 방송
- 불토엔 혼코노 (2018) - 우승
- 우리가 사랑한 그 노래 새가수 (2021) - 5위

## 음반
- 불토엔 혼코노 episode 1 (2018)
- 청춘기록 (tvN 월화드라마) OST - Part.10 (2020)
- 청춘기록 (tvN 월화드라마) OST (2020)
- 우리가 사랑한 그 노래, 새가수 Episode 2 (2021)
- 우리가 사랑한 그 노래, 새가수 Episode 5 (2021)
- 우리가 사랑한 그 노래, 새가수 Episode 6 (2021)
- 우리가 사랑한 그 노래, 새가수 Episode 9 (2021)
- 우리가 사랑한 그 노래, 새가수 Episode 10 (2021)
- 우리가 사랑한 그 노래, 새가수 MR (2021)
- 불후의 명곡 - 전설의 DJ 이금희와 함께하는 라디오 명곡 특집 2부 (2021)
- Time After Time (2023)
- 울타리 (2024)
- Freed Heart (2024)
- 용두사미 (2024)

### 가끔 프로젝트
- don't disturb the clouds (2024)

### 몰라시스템
- GREENROOM<3 (2025)
- Amoeba (2025)
- 비행공포 (2025)

## 공연
- 자라섬 재즈 페스티벌 (2023)
- 아산 아트밸리 재즈 페스티벌 (2023)